# Sân bay quốc tế Quốc vương Khalid
[Sân bay quốc tế quốc vương Khalid (mã sân bay IATA: RUH, mã sân bay ICAO: OERK) (tiếng Ả Rập:مطار الملك خالد الدولي) là một sân bay quốc tế có cự ly 35 km (22 dặm) phía bắc của Riyadh, Ả-rập Xê-út, được thiết kế bởi công ty kiến trúc HOK.
Sân bay bao gồm các nhà ga hàng không, nhà thờ Hồi giáo, tháp điều khiển không lưu và hai đường băng song song, mỗi đường dài 4.200 mét (13.800 ft). Nó đã được xây dựng để đáp ứng ngày càng cao yêu cầu về vận tải hàng không quốc tế và địa phương cho khu vực Riyadh.
Nó là một địa điểm lựa chọn cho tàu con thoi NASA hạ cánh.
Không lực Hoa Kỳ đã kiểm tạm thời kiểm soát sân bay này từ tháng 8 năm 1990 đến tháng 5 năm 1991 làm căn cứ quân sự để đổ nhiên liệu cho các chiến đấu cơ trong chiến tranh vùng vịnh. Đơn vị đóng quân ở đây là 1703rd Air Refueling Wing (Provisional).

## Hãng hàng không và tuyến bay
Có bốn ga hành khách tại sân bay.
Nhà ga 1
Nhà ga này được sử dụng cho tất cả các chuyến bay quốc tế, ngoại trừ những hoạt động của Saudi Arabian Airlines và Air France.
Ga 2
Nhà ga này được sử dụng bởi Air France, Saudi Arabian Airlines và Nas không cho các chuyến bay quốc tế của mình
Ga 3
Nhà ga này được sử dụng cho tất cả các chuyến bay nội địa.
Ga 4
- Ga này không sử dụng, chưa bao giờ được sử dụng kể từ khi xây dựng, và vẫn không có ống hành khách dẫn ra vào máy bay.

Các nhà ga được kết nối với nhau thông qua ba tòa nhà liên kết, Các tòa nhà này dài 168 mét. Mỗi nhà ga đều có hình tam giác, nó có một cơ sở hình tam giác 47.500 mét vuông (511.000 foot vuông). Khu phức hợp bao gồm một nhà ga VIP hiện đại cộng với nhà hàng, quán cà phê, các hãng hàng không văn phòng, cơ quan chính phủ, khách sạn và thuê một chiếc xe quầy công ty, ngân hàng, các khoa hỗ trợ đầu tiên thương mại và cửa hàng.
| Hãng hàng không                 | Các điểm đến | Nhà ga |
| ------------------------------- | --- | ------ |
| Air Arabia                      | Sharjah | 1      |
| Air Arabia Egypt                | Alexandria-Borg El Arab | 1      |
| Air France                      | Paris-Charles de Gaulle | 2      |
| Air India                       | Delhi, Kochi, Kozhikode, Mumbai, Thiruvananthapuram | 1      |
| Bahrain Air                     | Bahrain | 1      |
| Batavia Air                     | Jakarta-Soekarno-Hatta | 1      |
| Biman Bangladesh Airlines       | Dhaka, Sylhet | 1      |
| bmi                             | London-Heathrow | 1      |
| British Airways                 | London-Heathrow | 1      |
| Cathay Pacific                  | Hong Kong | 1      |
| Cyprus Airways                  | Larnaca | 1      |
| EgyptAir                        | Alexandria-El Nouzha, Cairo | 1      |
| Emirates                        | Dubai | 1      |
| Ethiopian Airlines              | Addis Ababa | 1      |
| Etihad Airways                  | Abu Dhabi | 1      |
| Flydubai                        | Dubai | 1      |
| Garuda Indonesia                | Jakarta-Soekarno-Hatta | 1      |
| GMG Airlines                    | Dhaka | 1      |
| Gulf Air                        | Bahrain | 1      |
| Jazeera Airways                 | Kuwait | 1      |
| Jet Airways                     | Mumbai | 1      |
| Kuwait Airways                  | Kuwait | 1      |
| Lufthansa                       | Frankfurt, Munich [begins 25 October] | 1      |
| Lufthansa operated by PrivatAir | Munich [ngưng từ 22/10/2011] | 1      |
| Middle East Airlines            | Beirut | 1      |
| Malaysia Airlines               | Kuala Lumpur | 1      |
| Nas Air                         | Abu Dhabi, Adana, Alexandria, Amman-Queen Alia, Antakya-Hatay, Assiut, Beirut, Damascus, Dubai, Islamabad [begins 15 July], Istanbul-Sabiha Gökçen, Karachi, Kozhikode, Kuwait, Lahore, Sharjah, Sharm el-Sheikh | 2      |
| Nas Air                         | Abha, Dammam, Gassim, Gizan, Hail, Jeddah, Madinah, Qaisumah, Rafha, Tabuk, Taif, Wadi Al-Dawashir | 3      |
| Oman Air                        | Muscat | 1      |
| Pakistan International Airlines | Islamabad, Karachi, Lahore, Peshawar, Sialkot | 1      |
| Qatar Airways                   | Doha | 1      |
| Royal Air Maroc                 | Casablanca | 1      |
| Royal Jordanian                 | Amman-Queen Alia | 1      |
| Saudi Arabian Airlines          | Abu Dhabi, Amman-Queen Alia, Ankara, Athens, Bahrain, Bangalore, Beirut, Cairo, Casablanca, Chennai, Colombo, Dakar, Damascus, Delhi, Dhaka, Doha, Dubai, Frankfurt, Geneva, Guangzhou, Hong Kong, Hyderabad, Islamabad, Istanbul-Atatürk, Jakarta-Soekarno-Hatta, Karachi, Kuala Lumpur, Kochi, Kozhikode, Kuwait, Lahore, London-Heathrow, Lucknow, Madrid, Malaga, Manchester, Manila, Milan-Malpensa, Mumbai, Muscat, Nairobi, New York-JFK, Paris-Charles de Gaulle, Peshawar, Rome-Fiumicino, Sana'a, Sharjah, Singapore, Tehran-Imam Khomeini, Tunis, Washington-Dulles Seasonal: Salalah | 2      |
| Saudi Arabian Airlines          | Abha, Al Ahsa, Al Baha, Arar, Bisha, Dammam, Dawadmi, Gassim, Gurayat, Hafar Al-Batin, Ha'il, Jizan, Jeddah, Jouf, King Khalid Military City, Medina, Najran, Qaisumah, Rafha, Sharurah, Tabuk, Taif, Turaif, Wadi Ad Dawasir, Wedjh, Yanbu | 3      |
| Singapore Airlines              | Singapore | 1      |
| Srilankan Airlines              | Colombo | 1      |
| Sudan Airways                   | Khartoum | 1      |
| Syrian Air                      | Damascus | 1      |
| Turkish Airlines                | Istanbul-Atatürk | 1      |
| Yemenia                         | Aden, Sana'a | 1      |

### Nhà ga hàng hóa
| Hãng hàng không              | Các điểm đến |
| ---------------------------- | --- |
| Lufthansa Cargo              | Frankfurt |
| Martinair Cargo              | Amsterdam, Sharjah, Singapore |
| Saudi Arabian Airlines Cargo | Addis Ababa, Bangkok-Survanabhumi, Brussels, Quảng Châu, Tp Hồ Chí Minh, Hong Kong, Houston-InterContinental, Istanbul-Ataturk, Milan-Malpensa, New York-JFK, Thượng Hải-Phố Đông |
| Turkish Airlines Cargo       | Istanbul-Atatürk |